# Nahuja
Nahuja település Franciaországban, Pyrénées-Orientales megyében. Lakosainak száma 75 fő (2022. január 1.). Nahuja Sainte-Léocadie, Osséja és Bourg-Madame községekkel határos.

## Földrajz

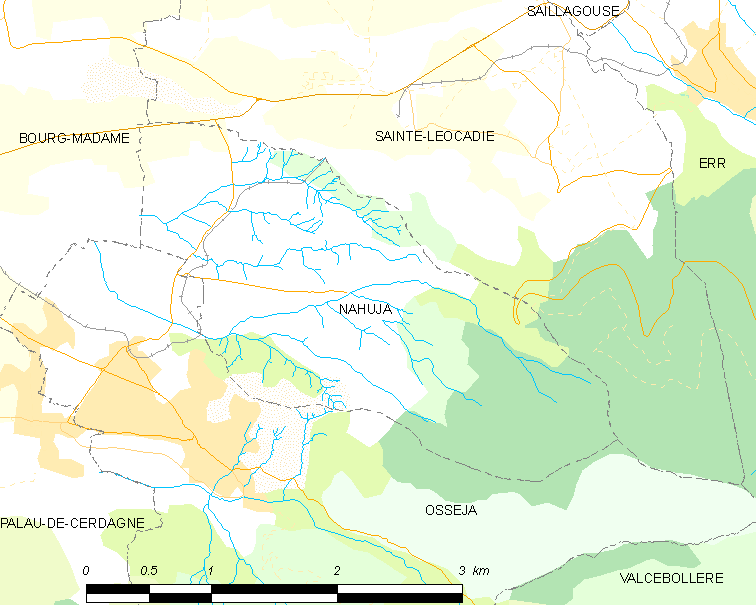
Nahuja és környéke

## Népesség
A település népességének változása:
| Lakosok száma | 69   | 76   | 79   | 76   | 76   | 76   | 76   | 76   | 75   |
|               | 2013 | 2015 | 2016 | 2017 | 2018 | 2019 | 2020 | 2021 | 2022 |